# Cyril Genik

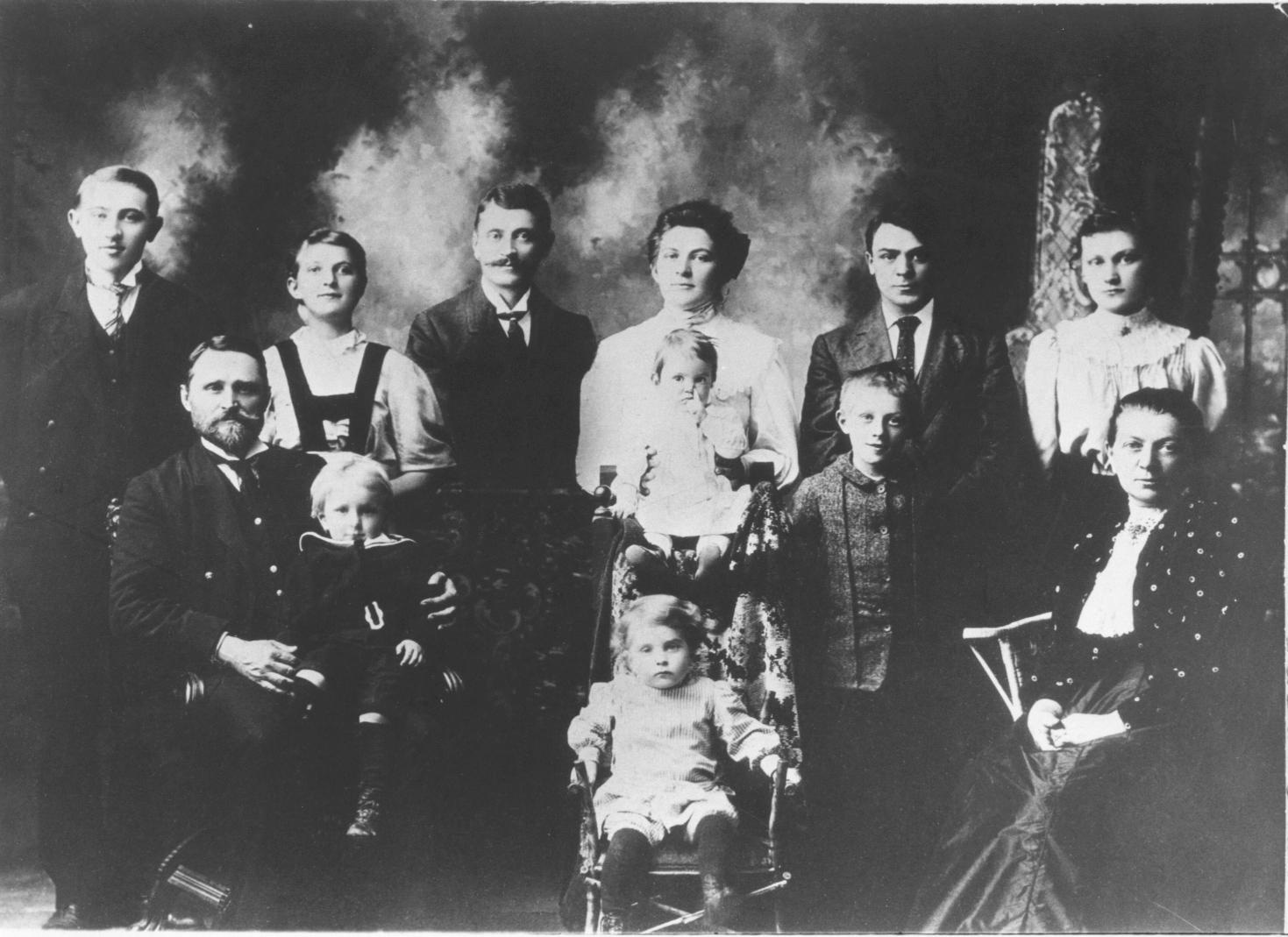
Cyril en Pauline Genik en kinderen, en de familie Jones, 1906

Cyril Ivanovich Genik (Bereziv Nyzhnii, Galicië, 1857 – Winnipeg, 12 februari 1925) was een Oekraïens-Canadees immigratieadviseur in overheidsdienst die door de Canadese overheid gezien wordt als Persons of National Historic Significance

## Biografie

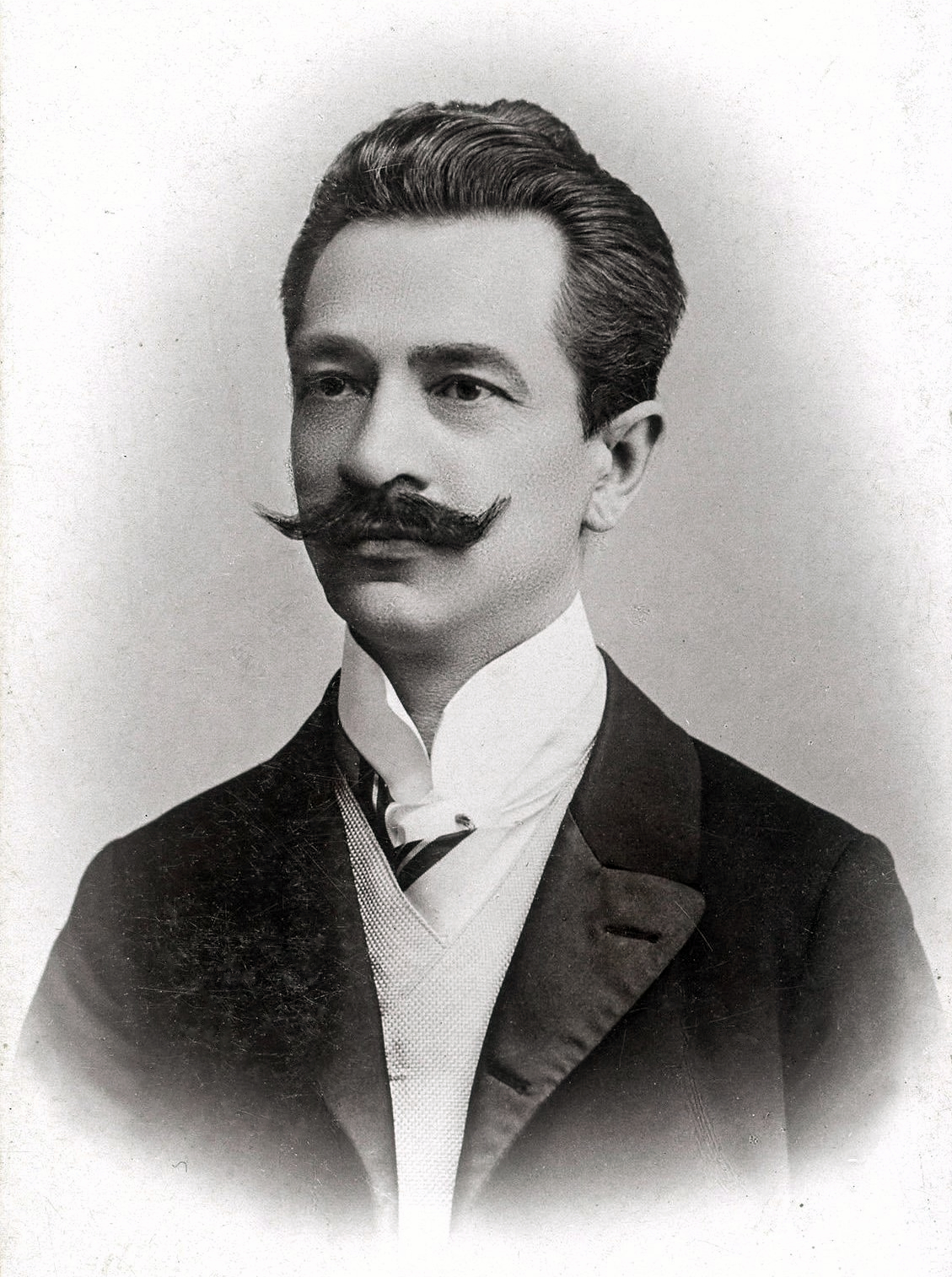
Joseph Oleskiw (1860 – 1903)

Genik was de zoon van een burgemeester. Hij studeerde in Kolomyja voordat hij verhuisde naar de stad die tegenwoordig bekendstaat als Ivano-Frankivsk om zijn lerarenopleiding af te ronden. Hij voltooide zijn baccalaureaat in Lviv en werd in 1879 als leerkracht in de provincie Nadvirna aangesteld. In 1882 keerde Genik terug naar zijn geboortedorp en vestigde daar een school. Tussen 1880 en 1890 richtte hij een maalderij en een coöperatie met de naam 'Carpathian Store' op. In 1890 werd hij in Kolomyja, verkozen tot lid van het gemeentebestuur.
Op een gegeven moment ontmoette Genik Joseph Oleskiw, die zich hard had gemaakt voor de emigratie van Oekraïners naar Canada. Oleskiw vroeg Genik of hij mee wilde gaan om het tweede Oekraïense contingent te begeleiden op hun reis naar Canada en hen te helpen zich daar te vestigen. Genik en de familie van zijn vrouw en vier kinderen sloten zich bij een groep van 64 Oekraïners aan, die op 22 juni 1896 in Quebec aankwamen. Genik leidde zijn contingent eerst naar Winnipeg en daarna naar Stuartburn, Manitoba, dat tegenwoordig als de eerste Oekraïens-Canadese gemeenschap van West-Canada wordt beschouwd. In augustus was Genik op zoek naar een boerderij in Stuartburn, maar hij veranderde snel van mening en verhuisde naar Winnipeg. In diezelfde maand beval Oleskiw Genik als immigratieadviseur aan bij het Canadese ministerie van Binnenlandse Zaken. In september werd Genik als medewerker bij het ministerie aangesteld omdat er behoefte was aan een tolk-vertaler. Tijdens zijn werk als immigratieadviseur ontmoette Genik in Quebec nieuwe Oekraïens-Canadese immigranten, moedigde hij hen aan Engels te spreken en hun oude tradities op te geven en diende hij als vertrouwenspersoon waar dat nodig was. Zijn werklast was door de enorme toename van het aantal Oekraïense immigranten naar Canada zo sterk toegenomen, dat Genik in 1898 als fulltime werknemer van de Canadese overheid werd aangesteld. Hiermee werd hij de eerste Oekraïense medewerker op voltijdsbasis van de Canadese regering.
In 1899 richtte Genik de 'Taras Shevchenko Reading Hall' in zijn eigen huis op en in 1903 de eerste krant in het Oekraïens in Canada, de Kanadyiskyi farmer (Canadese boer). Hoewel hij zelf niet religieus was, geloofde Genik dat een christelijke denominatie onafhankelijk moest zijn van Grieks-Orthodoxe en Russisch-orthodoxe normen en hij richtte daarom de 'Independent Greek Church' op in samenwerking met Presbyteriaanse dominees van Winnipeg in 1903-1904. In 1911 verloor Genik zijn baan. Toen ook de Liberal Party de verkiezingen verloor en niet meer aan de regering deelnam, leefde hij de rest van zijn leven in de publieke sfeer. Hij woonde nog een tijdje in de Verenigde Staten maar keerde op latere leeftijd terug naar Winnipeg, waar hij op 12 februari 1925 overleed.
Toen hij overleed, was Genik inmiddels zo bekend in de Oekraïens-Canadese gemeenschap, dat hij de 'tsaar van Canada' werd genoemd.